# Dzielnica rządowa w Warszawie (1939–1945)

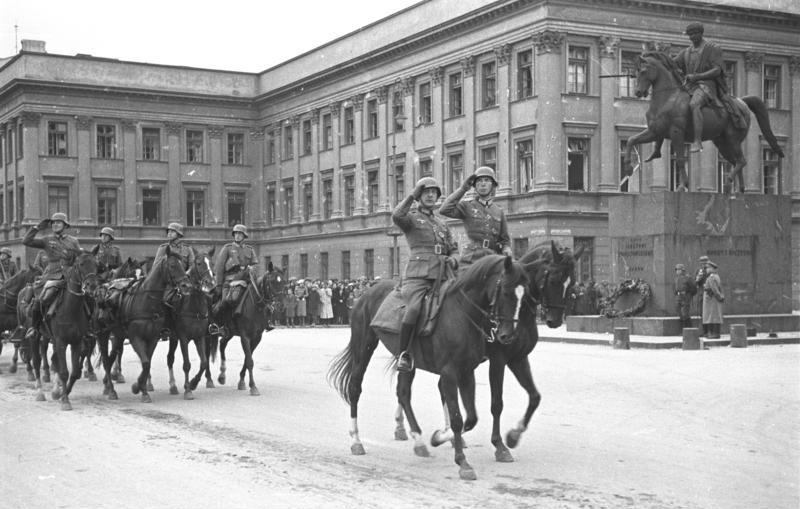
Niemiecka parada zwycięstwa na placu Piłsudskiego, 5 października 1939

Dzielnica rządowa w Warszawie (1939–1945) – nazwa nadana w czasach okupacji niemieckiej fragmentowi warszawskiej dzielnicy Śródmieście Północne (rejon placu Piłsudskiego), gdzie ulokowane zostały siedziby niemieckich władz partyjnych, administracyjnych i wojskowych. Był to jeden z dwóch rejonów Warszawy (drugim była „dzielnica policyjna”) posiadających status Nur für Deutsche.

## Topografia

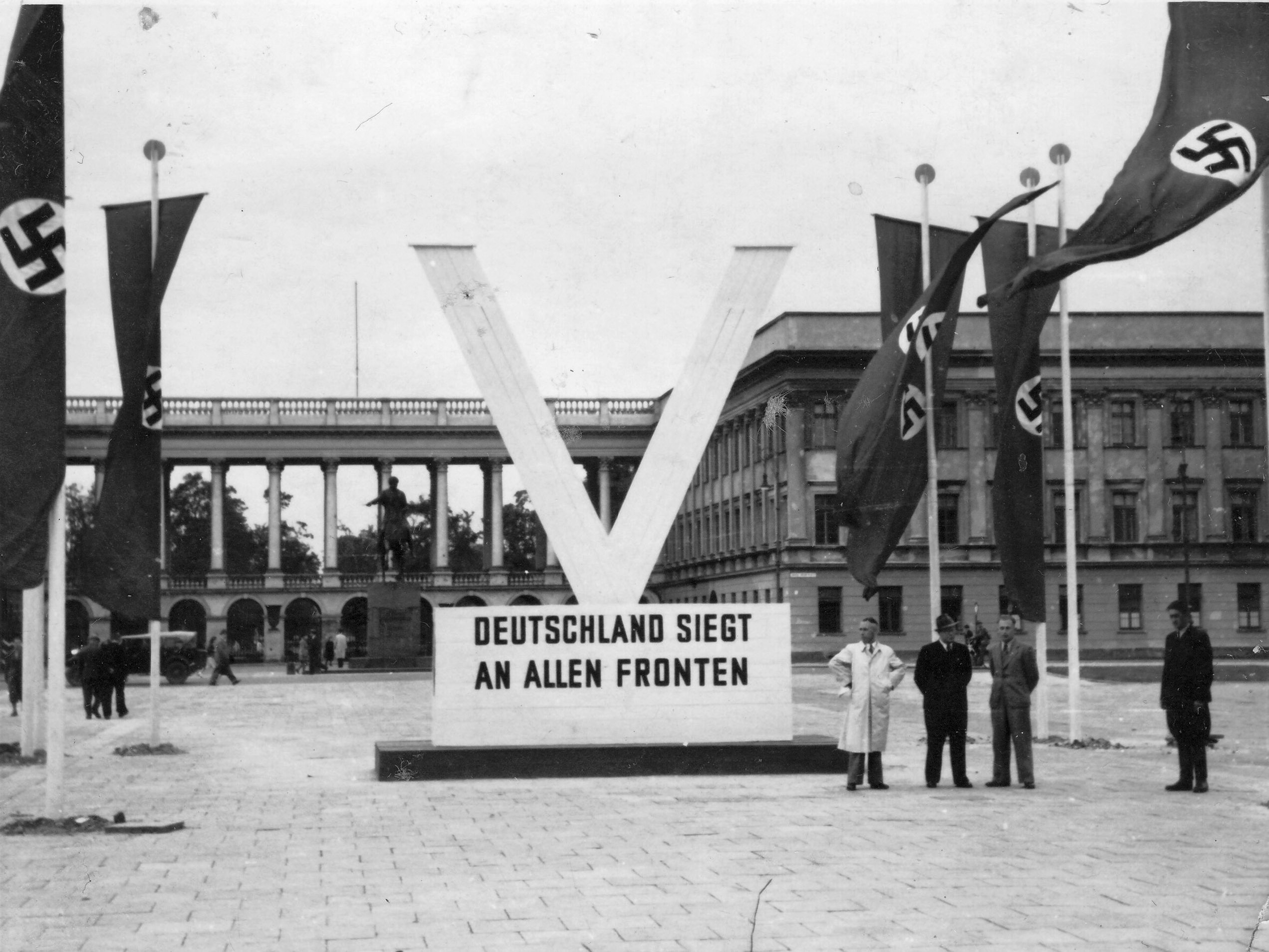
Plac Marszałka Józefa Piłsudskiego w okresie okupacji niemieckiej

„Dzielnica rządowa” obejmowała kilka kwartałów Śródmieścia Północnego, rozciągających się od Ogrodu Saskiego po Krakowskie Przedmieście. Centrum „dzielnicy rządowej” stanowił plac Marszałka Józefa Piłsudskiego, którego nazwę Niemcy zmienili na Adolf-Hitler-Platz („plac Adolfa Hitlera”).
W „dzielnicy rządowej” ulokowane zostały siedziby niemieckich władz partyjnych, administracyjnych i wojskowych, sprawujących rządy w okupowanej Warszawie. W tym kontekście należy wymienić przede wszystkim:
- urząd gubernatora dystryktu warszawskiego, ulokowany w pałacu Brühla przy pl. Piłsudskiego róg ul. Wierzbowej (przed wojną siedziba Ministerstwa Spraw Zagranicznych);
- siedzibę 225. Nadkomendantury Polowej (Oberfeldkommandantur 225), ulokowaną w Pałacu Saskim przy placu Piłsudskiego (przed wojną siedziba Sztabu Głównego WP);
- urząd starosty miejskiego (Stadthauptmanna), ulokowany w pałacu Blanka przy ul. Senatorskiej;
- tzw. Deutsches Haus („Dom Niemiecki”)[a], ulokowany w Pałacu Namiestnikowskim przy Krakowskim Przedmieściu.

## Historia

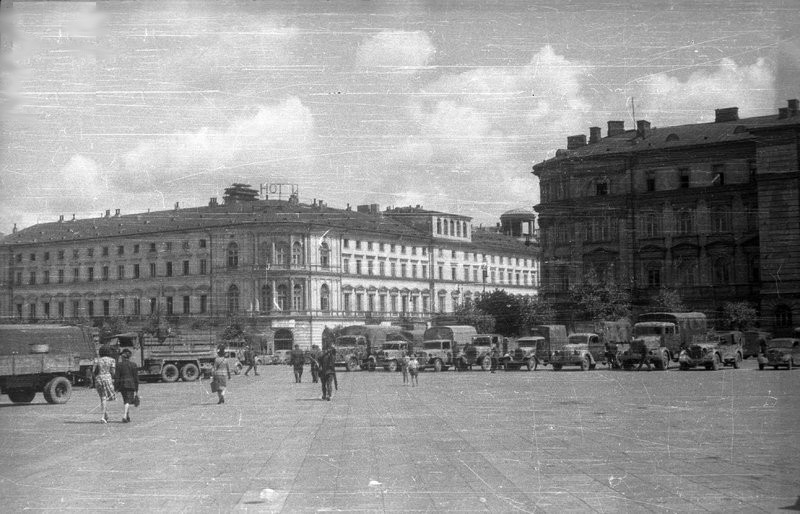
„Dzielnica rządowa” na krótko przed wybuchem powstania warszawskiego. W tle Hotel Europejski i Gmach Sądów Wojskowych

Rejon pl. Piłsudskiego i Krakowskiego Przedmieścia już w pierwszych tygodniach okupacji został zajęty przez Niemców z przeznaczeniem na siedziby rozmaitych urzędów administracyjnych, partyjnych i wojskowych. Zadecydowały o tym takie czynniki, jak funkcjonalność i wysoki standard architektoniczny znajdujących się tam obiektów oraz lokalizacja w najbardziej reprezentacyjnej części miasta.
„Dzielnica rządowa” była jednym z dwóch rejonów Warszawy wydzielonych „Tylko dla Niemców”. Podobny charakter miała „dzielnica policyjna” w rejonie al. Szucha, gdzie ulokowana została m.in. siedziba niemieckiej policji bezpieczeństwa (Sicherheitspolizei). Obie dzielnice łączyła specjalna linia tramwajowa 0, zarezerwowana tylko dla Niemców.
W okresie okupacji na placu Piłsudskiego lub w pobliskim Deutsches Haus przy Krakowskim Przedmieściu, Niemcy urządzali najważniejsze uroczystości, organizowane przy okazji świąt partyjnych lub państwowych.
W pierwszym dniu powstania warszawskiego, 1 sierpnia 1944, żołnierze AK uderzyli na niemieckie obiekty w „dzielnicy rządowej”, lecz nie zdołali opanować rejonu placu Piłsudskiego, którego broniły poważne siły okupanta dysponujące wsparciem broni pancernej. Powstańcom udało się zdobyć jedynie pałac Blanka (3 sierpnia). „Dzielnica rządowa” broniła się w okrążeniu do 7 sierpnia 1944, kiedy to odblokowały ją niemieckie „siły odsieczy” atakujące od strony Woli.